# Sarah Connor (Terminator)
Pour les articles homonymes, voir Sarah Connor et Connor.
Sarah Connor est un personnage de fiction créé par James Cameron pour son film Terminator sorti en 1984. Elle est aussi l'un des personnages centraux d'autres films de la franchise Terminator : Terminator 2 : Le Jugement dernier, Terminator Genisys et Terminator: Dark Fate et de la série télévisée Terminator : Les Chroniques de Sarah Connor.

## Biographie fictive

### TerminatoretTerminator: Le Jugement dernier
On connaît peu de choses sur la vie de Sarah Connor avant les évènements du 12 mai 1984 où elle découvre le Terminator T-800. Lorsqu'elle était plus jeune, son père, un vétéran, perd son travail à l'usine car il est remplacé par une machine. Cela bouleverse la famille Connor. Le père les abandonne et quitte la maison. La mère de Sarah trouve alors un emploi de serveuse. Sarah commence à développer une sorte de technophobie. Au lieu de passer ses après-midis avec son amie, dont le père est ingénieur chez IBM, elle préfère observer l'ancienne usine où travaillait son père. De plus en plus, les travailleurs y sont remplacés par des machines. Elle comprend que ce qu'elle voit n'est pas normal...
12 mai 1984. Sarah est serveuse dans un restaurant à Los Angeles avec son amie Ginger. Sa vie bascule lorsqu'un androïde Terminator T-800 (Model 101) est envoyé du futur par SkyNet, une entité informatique indépendante qui a pris le pouvoir en 1997. La mission du Terminator est de tuer Sarah Connor. Mais le Terminator ignore le nom complet et l'apparence de Sarah. Il tue plusieurs Sarah Connor de l'annuaire téléphonique. Sarah est secourue par Kyle Reese, un soldat arrivé de l'année 2029. Ce dernier lui révèle que le Terminator veut la tuer avant qu'elle ne donne naissance un an plus tard à John Connor, qui deviendra dans le futur le chef de la Résistance face aux machines, après que la guerre nucléaire aura éclaté. Après une course poursuite, Kyle et Sarah sont arrêtés par la police. Kyle est interrogé par le docteur Peter Silberman, qui le prend pour un fou. Le Terminator entre dans le commissariat et massacre tous les policiers.
Sarah et Kyle parviennent à prendre la fuite. Ils se réfugient dans un motel. Kyle avoue alors à Sarah que dans le futur, John Connor lui a remis une photo de sa mère et qu'elle est depuis l'unique femme de sa vie. Ils passent la nuit ensemble.
Kyle est tué par le Terminator après une course-poursuite intense. Sarah parvient à écraser le T-800 dans une presse hydraulique. Elle s'enfuit ensuite à bord de sa jeep, en enregistrant de nombreux messages sur cassettes destinées à son fils. Elle se demande si elle doit avouer à John qui est son véritable père (Kyle Reese), car cela pourrait modifier son intention de l'envoyer depuis le futur pour la sauver en 1984.
1995. Cela fait plusieurs mois que Sarah est internée à l'hôpital d'État de Pescadero, sous le contrôle du docteur Silberman. Elle a été condamnée pour avoir essayé de faire exploser une usine d'ordinateurs. Elle tente de prouver sa bonne conduite pour enfin revoir son fils John, maintenant âgé de 13 ans, qui vit chez des parents adoptifs. Un nouveau Terminator, le T-1000, est envoyé par SkyNet pour tuer John. La Résistance a réussi à reprogrammer un T-800 et l'envoie pour protéger John. Celui-ci s'aperçoit que le T-800 est programmé pour accomplir tous ses ordres. Il lui ordonne donc de l'aider à libérer sa mère. Mais le T-1000, qui peut imiter n'importe quelle forme humaine, est sur leurs traces et les retrouve à l'hôpital. Alors que Sarah s'est libérée de sa cellule, elle se trouve nez à nez avec le T-800. Elle pense qu'il est à nouveau là pour la tuer. John lui explique qu'il a été reprogrammé pour le protéger. Ils prennent la fuite et se réfugient au Mexique, chez un vieil ami de Sarah. Alors qu'ils se ravitaillent en armes et munitions, Sarah s'aperçoit que John est très proche du Terminator. Elle commence alors à faire confiance à l'androïde.
Voulant arrêter à elle seule SkyNet, elle décide de tuer Miles Dyson qui, bien qu'il l'ignore, sera le créateur de la technologie à l'origine de SkyNet. Mais, Sarah est incapable de tuer Dyson. Le Terminator et John la rejoignent chez les Dyson. Ils révèlent à Miles Dyson les conséquences de ses travaux chez Cyberdyne, futur SkyNet. Ils décident alors d'aller au bureau de Dyson et de détruire toutes ses recherches. Dyson meurt dans l'explosion du bâtiment. Sarah, John et le T-800 parviennent à s'échapper mais sont rapidement rejoints par le T-1000. Ils se réfugient dans une usine de métaux. Après un affrontement entre les deux Terminators, le T-1000 tombe dans la fonderie. John jette dans le métal en fusion la main et la micropuce du Terminator de 1984, qui avaient été conservées dans le plus grand secret par Cyberdyne. Ils pensent que tout est alors fini. Le T-800 leur apprend que lui aussi possède une micropuce qu'il faut détruire. Comme il ne peut « s'auto-terminer », Sarah l'aide à descendre dans la fonderie. John est très triste de voir disparaître le Terminator, auquel il était très attaché.

### Biographies alternatives

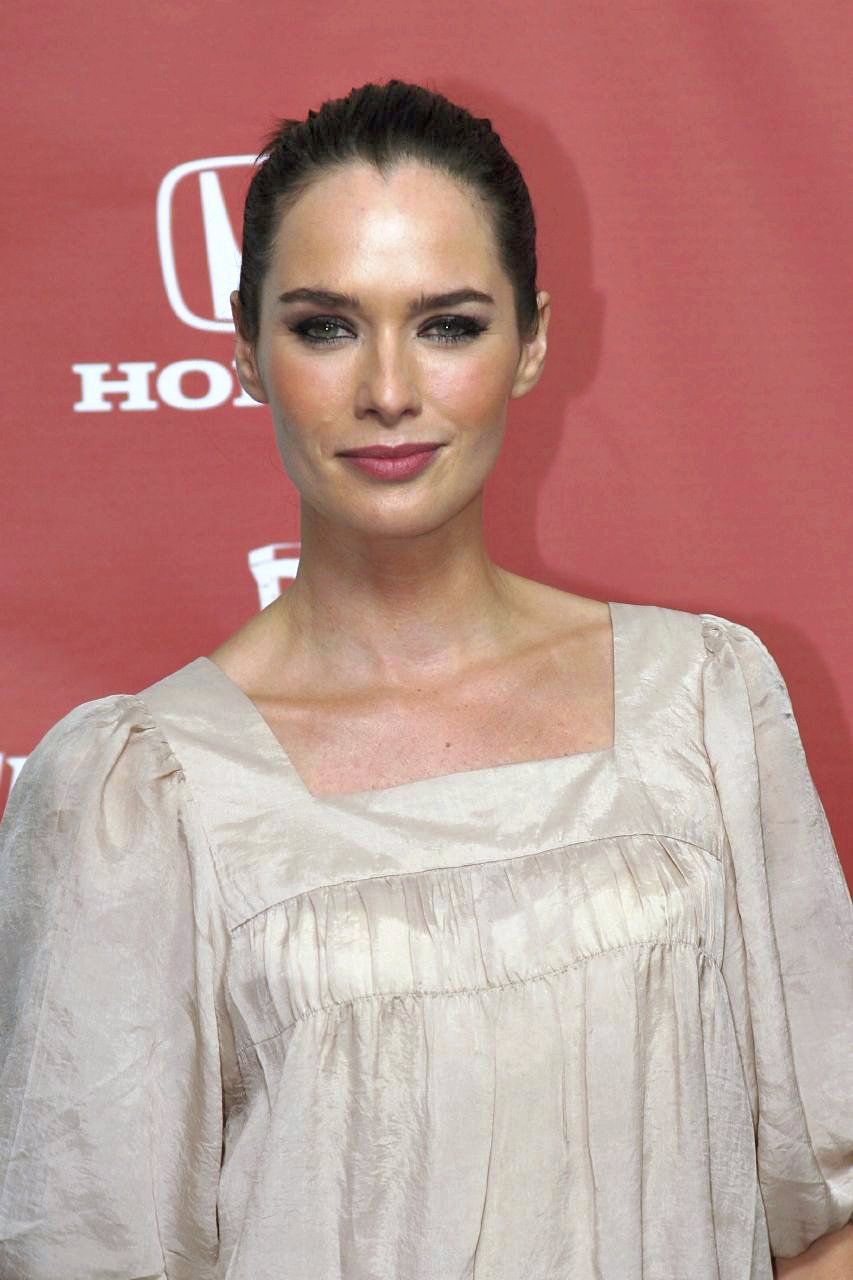
Lena Headey, ici en 2007, incarne Sarah Connor dans la série télévisée Terminator : Les Chroniques de Sarah Connor.

Le destin du personnage varie du fait que les suites à la saga annulent les événements d'autres épisodes.
Dans Terminator 3 : Le Soulèvement des machines, John Connor explique que sa mère (qui n'apparaît pas dans le film) meurt d'une leucémie en 1997. Elle est incinérée au Mexique et ses cendres sont jetées à la mer par ses amis. John Connor explique qu'elle s'est battue contre la maladie afin qu'elle soit témoin que le jugement dernier n'a pas eu lieu mais elle et son fils ne croyaient pas que la fin du monde avait été évitée. 
Dans la série Terminator : Les Chroniques de Sarah Connor, en 1999. John et Sarah tentent de mener une vie normale après les événements de 1995. Mais ils craignent d'être arrêtés pour avoir détruit le bâtiment de Cyberdyne (avec l'aide du T-800 et de Miles Dyson). À l'école secondaire, John est attaqué par un Terminator T-888 qui s'était fait passer pour un professeur. Il est secouru par Cameron Phillips, un Terminator ayant l'apparence d'une femme reprogrammé et envoyé par lui-même depuis l'année 2027.
Sarah et John découvrent que le jour du Jugement Dernier n'a pas été évité : il a seulement été repoussé au 21 avril 2011. Cameron utilise alors la technologie pour aller avec John et Sarah dans le futur : en 2007 pour empêcher la création de SkyNet.
Arrivé en 2007, John entre à la Campo de Cahuenga High School, sous le pseudonyme de John Baum. John se lie d'amitié avec Morris et Riley Dawson. Il rencontre également un certain Derek Reese, envoyé depuis le futur, qui n'est autre que le frère de Kyle Reese, son propre père. John est ici un jeune hacker très doué à même de tout pirater.
Dans Terminator Genisys, Sarah est devenue orpheline à l'âge de 9 ans quand un T-1000 a tué ses parents, elle a ensuite été sauvé par un T-800 reprogrammé pour la protéger. Ce même Terminator l'informe également de sa destinée en tant que mère de John Connor, ainsi que ce qu'il faut faire pour que cela arrive.
Dans Terminator: Dark Fate, Sarah Connor est devenue une traqueuse de Terminator depuis la mort de son fils.

### Naissance(s) et mort(s)
- Dans le script original de Terminator, il est précisé que Sarah Connor a environ 19 ans. Le film étant tourné en mai 1984, Sarah serait née entre le 15 mai 1964 et le 11 mai 1965.
- Dans Terminator 2 : Le Jugement dernier, le médecin de l'hôpital de Pescadero dit qu'elle a 29 ans. L'action se déroule en 1995 et son fils John (né en février 1985) a 10 ans.
- Dans une fin alternative du film Terminator 2 : Le Jugement dernier, on voit John âgé et père d'une petite fille. Sarah Connor raconte que son fils est désormais sénateur et qu'il tente de changer le monde grâce à la diplomatie et non grâce aux armes. Elle est donc toujours vivante le 29 août 2029.
- Dans Terminator 3 : Le Soulèvement des machines, il est inscrit « 1959 - 1997 » sur la fausse pierre tombale de Sarah. Cela indiquerait qu'elle avait alors 24 ou 25 ans en 1984 lorsqu'elle a vu le premier Terminator. Mais cette tombe est en réalité une cache d'armes pour la survie de John. De plus, avant sa mort, elle a utilisé de nombreux faux noms et dates de naissance.
- Dans l'épisode pilote des Chroniques de Sarah Connor, John et Sarah sont en cavale en 1999. Sur la liste du FBI des personnes recherchées, il est précisé que Sarah est âgée de 33 ans (au 24 août 1999). Elle dit qu'elle avait environ 19 ans lorsque John est né.
- Dans un autre épisode de la série, Cameron Phillips mentionne que Sarah décèdera d'un cancer le 4 décembre 2005, s'ils ne voyagent pas dans le temps. Cameron avoue que John lui demandera de retourner dans le passé afin d'empêcher la mort de Sarah. À la fin de l'épisode, Sarah est dans le cabinet d'un docteur et y oublie son faux permis de conduire, sur lequel sa fausse date de naissance est le 4 février 1974.

## Description

### Physique
Sarah a un physique assez banal en 1984. Mais dès 1995, elle est devenue très athlétique. Le changement est d'autant plus remarquable qu'il s'agit de la même actrice.

### Personnalité
Alors qu'elle menait une vie banale, Sarah est devenue très déterminée dans sa lutte contre les machines et SkyNet. Elle déteste les machines et ne fait confiance qu'à très peu de personnes.

## Interprètes

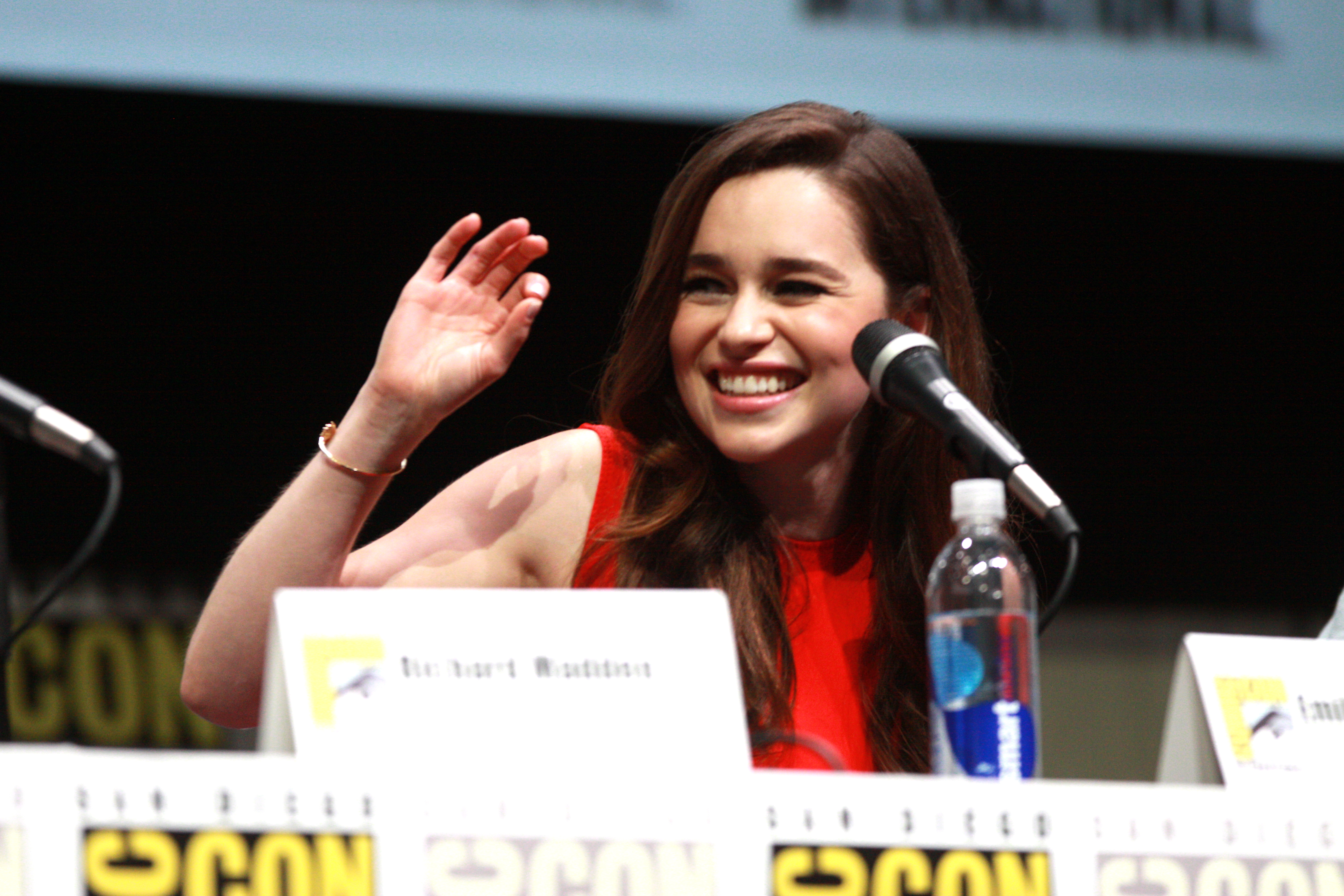
Emilia Clarke interprète Sarah Connor dans Terminator Genisys.

- Linda Hamilton interprète Sarah Connor dans Terminator (1984), Terminator 2 : Le Jugement dernier (1991) et Terminator: Dark Fate (2019). Sa sœur jumelle Leslie Hamilton Gearren interprète Sarah dupliquée par le T-1000 dans la scène de la fonderie où ce dernier tente de duper John en prenant l'apparence de sa mère, les deux Sarah devant apparaître sur le même plan.
- Lena Headey interprète Sarah Connor dans la série télévisée Terminator : Les Chroniques de Sarah Connor.
- Emilia Clarke et Willa Taylor interprètent Sarah Connor dans Terminator Genisys (2015) d'Alan Taylor[5]

## Œuvres où le personnage apparaît

### Cinéma
- Terminator (The Terminator) de James Cameron, avec Arnold Schwarzenegger, Michael Biehn et Lance Henriksen (1984)
- Terminator 2 : Le Jugement dernier (Terminator 2: Judgment Day ou T2) de James Cameron, avec Arnold Schwarzenegger, Robert Patrick et Edward Furlong (1992)
- Terminator Genisys de Alan Taylor, avec Arnold Schwarzenegger, Jason Clarke et Jai Courtney (2015)
- Terminator: Dark Fate de Tim Miller, avec Arnold Schwarzenegger, Mackenzie Davis et Natalia Reyes (2019)

Par ailleurs, on peut entendre la voix de Sarah dans Terminator Renaissance (réalisé par McG en 2009) quand John Connor écoute de vieilles cassettes audio.
Sarah Conor est évoquée dans le film comique français La Cité de la peur, une comédie familiale (1994) dans lequel elle est censée être la voisine de chambre d'Odile Deray à l'hôtel.

### Télévision
- Terminator : Les Chroniques de Sarah Connor (Terminator: The Sarah Connor Chronicles), série de Josh Friedman, avec John DeVito et Thomas Dekker (2008-2009)

### Jeu vidéo
- Elle apparaît dans le jeu vidéo Fortnite en tant que personnage (2019)[réf. nécessaire].